# Асландашы (остров)
Асландашы (азерб. Aslandaşı adası) — остров в Каспийском море, у средне-восточного побережья Азербайджана. Один из небольших островов Апшеронского архипелага, расположен вблизи острова Чилов. На острове действует маяк.